# DoReDoS
DoReDoS – mołdawski zespół muzyczny założony w Rybnicy w 2011. W jego skład wchodzą: Marina Djundyet, Eugeniu Andrianov i Sergiu Mîța.

## Historia zespołu
W latach 2015–2016 brali udział w mołdawskich eliminacjach do Konkursu Piosenki Eurowizji. W 2017 wygrali festiwal „Nowa Fala” w Soczi.
W 2018 reprezentowali Mołdawię w 63. Konkursie Piosenki Eurowizji w Lizbonie. Ich piosenką konkursową był utwór „My Lucky Day”, który stworzyli John Ballard i Filipp Kirkorow. 10 maja wystąpili w drugim półfinale konkursu i z trzeciego miejsca zakwalifikowali się do finału rozgrywanego 12 maja. Zajęli w nim dziesiąte miejsce, zdobywszy 209 punktów tym 115 punktów od telewidzów (8. miejsce) i 94 pkt od jurorów (10. miejsce).